# Paraclytus
Paraclytus is een kevergeslacht uit de familie van de boktorren (Cerambycidae). De wetenschappelijke naam van het geslacht werd voor het eerst geldig gepubliceerd in 1884 door Bates.

## Soorten
Paraclytus omvat de volgende soorten:
- Paraclytus albiventris (Gressitt, 1937)
- Paraclytus apicicornis (Gressitt, 1937)
- Paraclytus emili Holzschuh, 2003
- Paraclytus excellens Miroshnikov & Lin, 2012
- Paraclytus excultus Bates, 1884
- Paraclytus helenae (Holzschuh, 1993)
- Paraclytus irenae (Holzschuh, 1993)
- Paraclytus jii (Holzschuh, 1992)
- Paraclytus ochrocaudus (Gressitt, 1951)
- Paraclytus primus Holzschuh, 1992
- Paraclytus raddei (Ganglbauer, 1882)
- Paraclytus reitteri (Ganglbauer, 1882)
- Paraclytus scolopax (Holzschuh, 1999)
- Paraclytus sexguttatus (Adams, 1817)
- Paraclytus shaanxiensis Holzschuh, 2003
- Paraclytus thibetanus Pic, 1914
- Paraclytus wangi Miroshnikov & Lin, 2012